# Ант (журнал)

Журнал «Ант», вип.1, 1999

## Історія

Журнал «Ант», вип. 19-21, 2008

Серед періодичних видань XXI століття, які висвітлюють на своїх сторінках краєзнавчу проблематику, своєрідне місце посідає вісник археології, мистецтва, культурної антропології «Ант».
«За роки свого існування він уже давно перестав бути журналом для окремої корпорації, „Ант“ еволюціонував від „тоненького“ щоквартальника до солідного двохсотсторінкового видання. У кожному з номерів близько ста матеріалів кількох десятків авторів, половина з яких — доктори й кандидати наук.
Ант» належить до так званих незалежних видань. Це означає, що він заснований не державною структурою, не конкретним науково-дослідним або навчальним закладом, не офіційною, громадською організацією, як наприклад журнал «Краєзнавство». Засновником цього журналу є Товариство з обмеженою відповідальністю «Віче», а до редколегії увійшли головним чином фахівці із Інституту мистецтвознавства, фольклористики та етнології імені М. Рильського та Інституту археології НАН України.
Подаючи максимально насичену інформацію у найстислішому обсязі, редакція «Анта» продовжує традицію таких київських видань, як «Чтения в Историческом обществе Нестора-летописца» (1879—1914), «Археологическая летопись Южной России» (1899—1905), «Хроніка археології та мистецтва» (1930—1933).
Характерною рисою цього журналу є його міждисциплінарність, він намагається долати рамки та бар'єри між окремими науками, прагне до міждисциплінарного погляду на краєзнавчу, історичну, мистецтвознавчу тематику. Головна ідея вісника — дати модель економного за знаками, але насиченого за інформативністю тексту, дотримуючись жорсткого правила 4W (what, why, when, where).
На сторінках «Анта» ми знаходимо наукові та науково-популярні статті, подорожні нотатки та спогади, повідомлення про конференції, виставки, розповіді про видатних науковців і митців, рецензії й інші довідково-інформаційні матеріали. Проте найістотніше те, що археологічні розкопки, наприклад, висвітлються так, що про них цікаво читати художнику, а мистецькі проблеми у викладі «Анта» здатні зацікавити не тільки фахівців, а й широке коло гуманітарної інтелігенції.
У зверненні «Антопрезентація», з якого розпочинався 1-й випуск часопису 1999 року, читачам повідомлялося, що «Ант» — журнал археологічний у найширшому значенні цього слова, бо саме у лоні археології зародилися вітчизняні етнографія та мистецтвознавство. Редакція нагадала, що протилежність «мистецтва» й «техніки» — надбання порівняно недавнього часу і вже сьогодні йде процес їхнього зближення. XX століття виявило продуктивність і актуальність багатьох ідей, особливо художніх, зароджених сотні й тисячі років тому. Тому головна мета вісника — слугувати поводирем, покажчиком і ключем у потоці видань і подій археологічної, культурної, етнологічної та суміжної проблематики.

## Тематика
На 54 сторінках першого номера «Анта» було розміщено різні за характером матеріали, розподілені на кілька рубрик, які мають своє виразне обличчя та залишаються сталими впродовж усього існування журналу: «спектр», «антіква», «музейон», «пілігрим», «портрет», «цензор», «хронос», «endix».
За період існування журналу з'явилися нові рубрики, зокрема «дебют», (тут друкують перші спроби пера дослідників-початківців), «архів» (публікації документів, спогадів, давніх неоприлюднених праць тощо), «кафедра» (матеріали навчально-педагогічного, методичного спрямування).
Про ювілеї міст, музеїв, навчальних і наукових закладів, видатних людей журнал «Ант» регулярно повідомляє у рубриках «хронос», «портрет», «цензор», подає фрагменти найцікавіших публікацій і рукописів із різних джерел у «дайджесті».
Проте рубрика «дайджест», що з'явилася в першому випуску журналу, вдруге побачила світ лише у 4-6 номері за 2000 рік і в подальшому не знайшла свого продовження. У цій рубриці вміщено дві статті відомого палеолінгвіста О. С. Стрижака («Хто вони, наші загадкові пращури анти» та «Віктор Петров як антознавець»), цікаві не лише науковими матеріалами, а й особистими спогадами автора, що минулого року відійшов у вічність.
У рубриці «спектр» (та й не тільки у ній) друкуються матеріали проблемно-дискусійного спрямування, де зіставлено широкий спектр поглядів на нові питання, що ставить життя. Дуже широко обговорювалися концепції відтворення пам'яток, зокрема стінопису Михайлівського Золотоверхого собору в Києві та мідного горельєфу архістратига Михаїла на центральному фронтоні Собору; завдання нової «Історії українського мистецтва», категорії фальшування й імітації художніх творів, особливості канону в давньому та сучасному іконописі, природа народного мистецтва тощо.
Археологічна тематика «спектра» представлена матеріалами про датування, атрибуцію та заходи щодо збереження давніх пам'яток, геологічні фактори в археології та пам'яткознавстві, проте здебільшого статті про давню культуру зосереджуються у рубриці «антіква», серед авторів якої відомі дослідники Ф. Андрощук, Ю. Болтрик, О. Курочкін (№ 4-6), Я. Боровський, І. Мовчан, уже згаданий О. Стрижак (№ 7-9), В. Пуцко, Р. Одрехівський, М. Селівачов (№ № 13-18).
У рубриці «пілігрим» публікуються здебільшого подорожні нотатки, що характеризують історико-культурну, археологічну спадщину того чи іншого краю. Знаходимо тут емоційно забарвлені враження про Лемківщину, Святу Землю, Феодосію, Норвегію, Грецію та Македонію. Жвавий інтерес викликає стаття «XIII міжнародний фестиваль маскарадних ігор» у Болгарії.
Рубрика «музейон» була чи не найбільшою у перших випусках «Анта», коли в Україні ще не було власне музейницької періодики. Друкувалися десятки статей про музейні конференції, виставки, ювілеї, видатних музейників, музеєфікацію місць археологічних розкопок тощо. Серед авторів — співробітники багатьох музеїв Києва й інших міст України.
У рубриці «цензор» ми знайомимося з новинками періодики, книжками, які нещодавно вийшли як на теренах України, так і за її межами. Треба звернути увагу на те, що кількість рецензій в «Анті» більша, ніж у всіх журналах даного спрямування разом узятих. Особливо багато рецензій пише головний редактор, доктор мистецтвознавства професор М. Селівачов, слушно вважаючи їх «нервовою системою науки».
Рубрика «портрет» побудована за принципом, що кожна стаття про ювіляра, живого чи небіжчика, неодмінно містить, крім творчої характеристики, дати його народження, закінчення навчального закладу, захисту дисертації, основних публікацій і місць праці. Тому й не дивно, що біографічні статті з «Анта» часто майже без змін переносять у «Енциклопедію сучасної України» й інші довідники.
Серед персонажів «портрета» тільки у 1-му випуску були такі видатні чи просто заслужені постаті, як Георгій Ткаченко, Марія Примаченко, Сергій Висоцький, Михайло Сікорський, Василь Щербак, Олександр Найден, Олександр Миловзоров, Василь Парахін, Петро Толочко, Сергій Білокінь, Платон Білецький, Галина Мезенцева.
Журнал «Ант» ініціював спорудження пам'ятника на місці масових розстрілів у карельському урочищі Сандармох восени 1937 року, де поліг і цвіт української інтелігенції. Для цього оголосили відкритий конкурс, очолювані головним редактором оргкомітет і журі визначили переможців, працювали з ними над остаточним проектом, шукали коштів і партнерів. За два з половиною роки справа була завершена — величний монумент із сірого граніту роботи Миколи Малишка ти Назара Білика став найкращим зі споруджених від імені різних народів на меморіалі «Сандармох».
У журналі друкуються кваліфіковані українські фахівці — В. Зоценко, Т. Кара-Васильєва, О. Курочкін, Г. Скрипник, Р. Терпиловський, М. Селівачов, М. Сагайдак, Г. Івакін, В. Цитович та ін.
Після багатьох позитивних відгуків, які надійшли на перші номери, виникла ідея перетворити «Ант» на «товстий» журнал. З кожним наступним випуском обсяг журналу ставав більшим. Вже № 4-6 за 2000 рік містив 142 сторінки, в порівнянні з № 1, обсягом 54 сторінки. У № 7-9 вже 168 сторінок, № 10-12 — 184 сторінки, а в 13-15 — 192 сторінки. Але треба зауважити, що збільшується не лише кількість сторінок. Покращується поліграфія, інформаційна щільність та науковий рівень статей.
Статті стають більшими за обсягом, інколи в них зберігається авторський стиль як в позитивних, так і в негативних моментах. Ілюстрації стали щедрішими, натомість зникли кольорові вклейки.
Інколи трапляються матеріали, схожі на замовні рекламні статті, як приклад можна навести статтю «Австралійська медаль до християнського ювілею» .
До «плюсів» журналу можна віднести сміливу та добре продуману верстку, оригінальне художнє вирішення обкладинок кожного номера, в той час як інші періодичні видання змінюють іноді лише колір. Нарешті, відзначимо лаконічну публіцистичність завжди актуальних редакційних колонок, якими відкривається кожний номер.

## Видання вісника «Ант»
- 1—9. Ант: Вісник археології, мистецтва, культури. Випуск 1. — 1999. — 56 с., іл.;
- Випуск 2—3. — 1999. — 80 с., іл.;
- Випуск 4—6. — 2000. — 144 с., іл.;
- Випуск 7—9. — 2002. — 168 с., іл.;
- Випуск 10—12. — 2003. — 184 с., іл.;
- Ант: Вісник археології, мистецтва, культурної антропології. Випуск 13-15. — 2005. — 192 с., іл.;
- Випуск 16-18. — 2006. — 208 с., іл.;
- Випуск 19-21. — 2007—2008. — 232 с., іл.;
- Випуск 22-23. — 2009—2010. — 248 с., іл.
- 10. Декоративне мистецтво і дизайн: національні традиції й актуальні проблеми. Всеукраїнська науково-практична студентська конференція / Збірник матеріалів. — К., 2001. — 40 с. (КДІДПМіД. ІМФЕ).
- 11. Лозоплетіння Галини Кучер. — К., 2001. — 28 с., іл. (Обухів. міськрада Київ. обл. КДІДПМіД. ІМФЕ). — 179 с., іл.
- 12. Михайло Селівачов: Бібліографічний покажчик / ред.-упорядн. К. Максимович; наук. ред. А. Пучков; відп. за вип. Л. Білоус — К., 2006. — 104 с., іл. (КДІДПМіД. МУНДМ. ІМФЕ).
- 13. Проблеми українського термінологічного словникарства в мистецтвознавстві й етнології. Збірник наукових праць пам'яті Миколи Трохименка. Том 1. — К., 2002. — 264 c., іл. (ІМФЕ. КДІДПМіД. Всеукраїнське товариство політичних в'язнів і репресованих. Наукове товариство ім. М. Трохименка).
- 14-15. Селівачов М. Лексикон української орнаментики. — К., 2005. — XVI, 400 c., іл. (ІМФЕ. КДІДПМіД. МУНДМ. Наукове т-во ім. М. Трохименка); 2-ге видання, виправлене та доповнене. — К., 2009. — XVI, 408 c., іл. (ІМФЕ. КДІДПМіД. Київський Національний університет культури і мистецтв. Наукове т-во ім. М. Трохименка.
- 16. Творча й організаційна робота секції критики та мистецтвознавства Київської організації Національної спілки художників України. Випуск 1. — К., 2003. — 36 с.
- 17. Українські термінологічні словники з мистецтвознавства й етнології: досвід складання, проблеми та перспективи підготовки. Науково-практична конференція, присвячена 100-річчю від дня народження М. Ф. Трохименка (19.ХІІ.1899 — 3.ХІ.1937). Київ, 19-20 грудня 1999. — К., 1999. — 76 с., іл. (НАНУ. ІМФЕ. Інститут української мови. Інститут мовознавства ім. О. Потебні. Всеукраїнське т-во політичних в'язнів і репресованих).
- 18. Шудря Є. С. Дослідники народного мистецтва. Біобібліографічні нариси. Зошит 3. — К., 2008. — 116 c., іл. (Центр археології Києва ІА НАНУ. Київський Національний університет культури і мистецтв. Секція критики та мистецтвознавства КО НСХУ. Наукове т-во ім. М. Трохименка).
- 19-20. Шудря Є. С. Подвижниці народного мистецтва. Біобібліографічні нариси: зошит 1. — К., 2003. — 64 c., іл.; зошит 2. — К., 2005. — 60 c., іл. (КДІДПМіД. МУНДМ. Секція критики та мистецтвознавства КО НСХУ. Наукове т-во ім. М. Трохименка).